# Henri Reymond (homme politique)
Pour les articles homonymes, voir Reymond.
Henri Reymond, né le 9 novembre 1819 à Morges et mort le 2 juillet 1879 dans la même ville, est un entrepreneur, un directeur de banque et une personnalité politique suisse, membre du Parti libéral. Il est député du canton de Vaud au Conseil des États de 1852 à 1853 et au Conseil national de 1866 à 1877.

## Biographie
Henri Reymond naît le 9 novembre 1819 à Morges, dans le canton de Vaud. Protestant, originaire du Chenit et de Morges, il est le fils de Jean-Rodolphe Reymond, tanneur, et de Catherine Munier. Il épouse Louise Julie Thury.
Tanneur comme son père, Henri Reymond est à la tête d'une entreprise prospère. Il est également directeur de la Banque cantonale vaudoise de 1852 à 1853, puis membre de son conseil général de 1856 à 1878. Il est en outre membre du conseil général de l'Union vaudoise de crédit de 1870 à 1872.

### Carrière politique
Il est un membre actif de l'Association patriotique de Louis-Henri Delarageaz, qui contribuera à la fondation d'un authentique parti radical, et participe activement à la révolution radicale de mars 1845. Il est préfet de Morges de 1845 à 1852.
Malgré tout, Henri Reymond rejoint par la suite les opposants de Louis-Henri Delarageaz et soutient la coalition qui renverse le Conseil d'État en 1862 et qui signe la fin de son monopole radical,.
Il est député libéral au Conseil des États de 1852 à 1853 et au Conseil national de 1866 à 1877.